# Thelypteris vernicosa
Thelypteris vernicosa är en kärrbräkenväxtart som beskrevs av Alan Reid Smith och Lellinger. Thelypteris vernicosa ingår i släktet Thelypteris och familjen Thelypteridaceae. Inga underarter finns listade.